# Rein Agur
Pour les articles homonymes, voir Agur.
Rein Agur (né en 1935 à Paide) est un metteur en scène estonien, l'une des plus importantes personnalités du monde de la marionnette estonienne d'après la Seconde Guerre mondiale.

## Biographie
D'origine bourgeoise, il se trouve à Tomsk en Sibérie pour fuir la période trouble pendant et après la Seconde Guerre mondiale, de 1941 à 1946 et de 1952 à 1954. Il étudie avec Mikhail Korolev à l'Institut de théâtre, de musique et de cinéma de Saint-Pétersbourg jusqu'en 1963 et obtient son diplôme de montreur de marionnettes. Il entame sa carrière au Théâtre national de marionnettes d'Estonie comme assistant metteur en scène, metteur en scène et directeur artistique (1981-1992), puis devient indépendant en 1994.

## Jeu
Capable d'interpréter différents répertoires, il mêle masques, marionnettes et pantomime.  Son jeu lui permet de créer des spectacles autour du répertoire classique estonien (Petite Illimar) ou du répertoire international en abordant notamment l'œuvre de William Shakespeare.

## Œuvres
- Grebe, le caneton, 1966
- Un conte de fée sur une petite souris, 1970
- Les Fourmis malines et le Vieil Heaten, 1971
- Petit Chaperon rouge, 1973
- Le Conte de fées de Muumi, 1974

## Sources, notes et références
- Henryk Jurkowski et Thieri Foulc, Encyclopédie mondiale des arts de la marionnette, Montpellier, Éditions l'Entretemps, 2009, 862 p. (ISBN 978-2-912877-88-8)

1. 1 2 3  p. 36